# Pusulanjärvi
Pusulanjärvi är en sjö i Lojo stad i Finland.   Den ligger i landskapet Nyland, i den södra delen av landet, 60 km nordväst om huvudstaden Helsingfors. Pusulanjärvi ligger 38 meter över havet. I omgivningarna runt Pusulanjärvi växer i huvudsak blandskog. Arean är 2,1 kvadratkilometer och strandlinjen är 8,96 kilometer lång. Sjön  ingår i Karisåns huvudavrinningsområde. 